# دورا مار
دورا مار (بالفرنسية: Dora Maar)‏ هي مصورة وشاعرة ورسامة فرنسية، عرفت بأنها حبيبة وملهمة بابلو بيكاسو.

## السيرة الشخصية

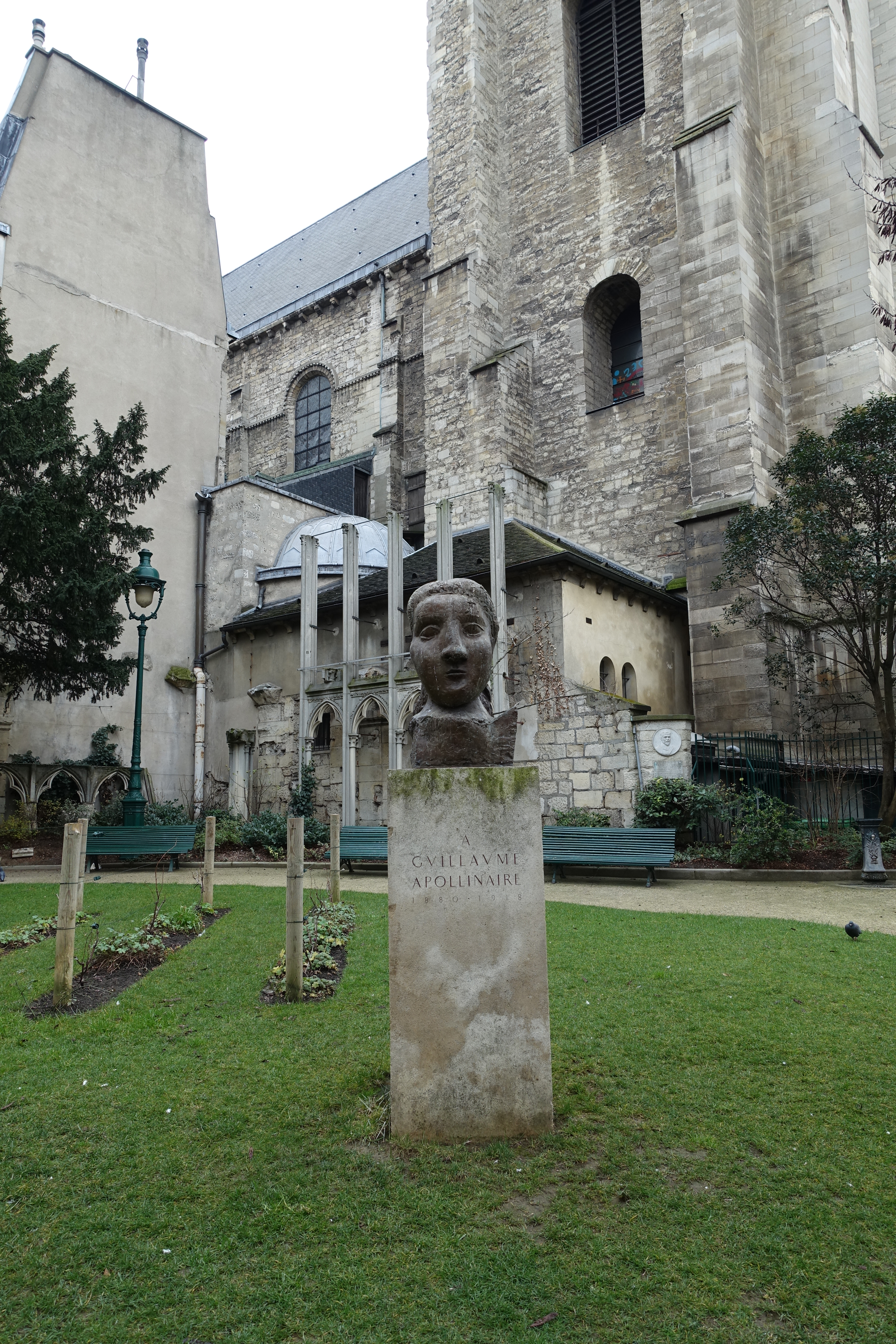
ساحة لوران براش، باريس، يناير 2016

كانت هنرييت تيودورا ماركوفيتش (دورا مار) الابنة الوحيدة لجوزيف ماركوفيتش (1875-1969)، وهو مهندس معماري كرواتي درس في زغرب، في فيينا، ثم باريس حيث استقر في عام 1896، ومن زوجته، والسيدة لويز جولي فويسن (1877–). 1942)، في الأصل من كونياك بفرنسا.
في عام 1910، غادرت العائلة إلى بوينس آيرس حيث حصل الأب على عدة لجان بما في ذلك سفارة النمسا-المجر. وقد أكسبته إنجازاته شرف تكريم الإمبراطور فرانسيس جوزيف الأول، على الرغم من أنه كان «المهندس الوحيد الذي لم يصنع ثروة في بوينس آيرس.»
في عام 1926، عادت الأسرة إلى باريس. درة معار، اسم مستعار اختارته، درست في الاتحاد المركزي لفنون الزينة ومدرسة التصوير. كما التحقت في مدرسة الفنون الجميلة و [Académie Julian] التي كان لها ميزة تقديم نفس التعليمات للنساء مثل الرجال. استقبلت درة معار ورشة أندريه لوتيه حيث التقت هنري كارتيه بريسون.
أثناء دراسته في مدرسة الفنون الجميلة، التقى مار مع زميلتها السريالية جاكلين لامبا. حولها، قالت Maar ، "كنت على ارتباط وثيق مع جاكلين. سألتني، "أين هؤلاء السرياليين المشهورين؟" وقلت لها عن مقهى "دي لا بلاس بلانش". ثم بدأت جاكلين بتكرار المقهى حيث تلتقي في نهاية المطاف مع أندريه بريتون، الذي ستتزوجه لاحقاً.
عندما توقفت الورشة عن أنشطتها، غادرت دورا مار باريس، وحدها، إلى برشلونة ثم لندن، حيث صورت آثار الكساد الاقتصادي بعد سقوط وول ستريت في 1929 في الولايات المتحدة. عند عودتها، وبمساعدة من والدها، افتتحت ورشة أخرى في 29 rue d'Astorg ، (الدائرة الثامنة في باريس).
في عام 1935 تم تقديمها إلى بابلو بيكاسو وأصبحت رفيقته وموسيقته. التقطت الصور في الاستوديو الخاص به في Grands Augustins وتتبعت المراحل الأخيرة من عمله، غرنيكا. عملت في وقت لاحق كنموذج لقطنه بعنوان [Monument à Apollinaire] تحية إلى الشاعر الراحل Guillaume Apollinaire.

## دورا مار المصورة
تم التقاط أوائل صور مار الباقية على قيد الحياة في أوائل العشرينات من القرن العشرين باستخدام كاميرا Rolleiflex بينما كانت في سفينة شحن متجهة إلى جزر الرأس الأخضر.
في بداية عام 1930، أقامت استوديو للتصوير الفوتوغرافي في شارع Campagne-Première (الدائرة الرابعة عشرة في باريس) مع Pierre Kéfer، المصور، وديكور فيلم Jean Epstein عام 1928، The Fall of the House of Usher. في الاستوديو، عملت معار وكفر معا في الغالب على التصوير التجاري للإعلانات ومجلات الأزياء.
والتقت بالمصور براساي (Brassaï), الذي تشاركت فيه الغرفة المظلمة في الاستوديو. قال براساي ذات مرة إنها كانت لديها "عيون ساطعة ونظرة يقظة، وحظة مزعجة في بعض الأحيان.
كما التقت مرة مع لويس فيكتور عمانوئيل شوغز، المصور الذي يعمل في مجال الإعلان، وعالم الآثار والمدير الفني لصحيفة L'Illustration ، التي تعتبرها مرشدة.
في عام 1932، كانت على علاقة مع المخرج لويس شافانس.
دورا مار ترددت على مجموعة أكتوبر، التي تشكلت حول جاك بريفيرت وماكس موريس بعد انقطاعهم عن السريالية.
كان لمار نشرها الأول في مجلة Art et Métiers Graphiques في عام 1932.
أقيم معرضها الفردي الأول في Galerie Vanderberg في باريس.
بعد المظاهرات الفاشية في 6 فبراير 1934، في باريس إلى جانب رينيه ليفيير، جاك سوسيستيل، بدعم من سيمون ويل وجورج باتاي، وقعت على موقع «النداء إلى النضال» المكتوب بمبادرة من أندريه بريتون. تأثرت الكثير من أعمالها إلى حد كبير بالسياسي اليساري في ذلك الوقت، وكثيراً ما كانت تصور أولئك الذين ألقوا بهم في الفقر بسبب الكساد. كانت جزءًا من جمعية يسارية متطرفة تدعى «الجماهير»، حيث التقت لأول مرة بجورج باتيل، وهي منظمة مناهضة للفاشية تسمى «اتحاد المثقفين ضد الفاشية» وجماعة راديكالية من الممثلين اليساريين والكتاب دعا أكتوبر.
كما شاركت في العديد من المجموعات السريالية وكثيرا ما شاركت في المظاهرات والمرافقات والمقاهي. ووقعت العديد من البيانات بما في ذلك واحدة بعنوان «عندما كان السورياليون على حق» في أغسطس 1935 والتي تتعلق كونغرس باريس، الذي كان قد عقد في مارس من ذلك العام.
في عام 1935 أخذت صورة لرسام الموضة ومصمم كريستيان بيرارد الذي وصفه الكاتب والناقد مايكل كميلمان ‏ بأنه «سئ وشرير مع رأسه فقط ينظر إلى النافورة كما لو كان يوحنا المعمدان على طبق من فضة.»

## علاقتها مع بابلو بيكاسو
في نهاية عام 1935، تم تعيين Dora Maar كمصور محدد على فيلم Jean Renoir The Crime of Monsieur Lange. في هذه المناسبة قدمها بول إيلارد إلى بابلو بيكاسو. وسيستمر الاتصال بينهما ما يقرب من تسع سنوات، دون أن يكسر بيكاسو علاقته مع ماري تيريز والتر، والدة ابنته مايا.
تصوير Dora Maar المراحل المتعاقبة من إنشاء [غرنيكا] رسمها بيكاسو في الاستوديو الخاص به في rue des Grands-Augustins من مايو إلى يونيو عام 1937؛ استخدم بيكاسو هذه الصور في عمليته الإبداعية. في الوقت نفسه، هي النموذج الرئيسي لبيكاسو، الذي غالباً ما يمثلها في البكاء، أنتجت نفسها عدة صور شخصية بعنوان: [La Femme qui pleure - The Weeping Woman]
ومع ذلك، فإن أعمال الفضة الجيلاتينية في الفترة السريالية لا تزال هي الأكثر طلبًا من قبل الهواة: بورتريه أوفو (1936)، 29 شارع أوستورج، الأسود والأبيض، الفن التصويري، الصور المركبة أو التراكبات. وتمثل الصورة الشخصية الرئيسية في سلسلة من المسرحيات المشهورة من تأليف ألفريد جاري تسمى Ubu Roi. تم عرض العمل لأول مرة في معرض Surréaliste d'objets في Galerie Charles Ratton في باريس وفي المعرض الدولي السريالي في لندن عام 1936. كما شاركت في المشاركات في Fantastic Art، Dada، Surrealism، at the MoMA in New York the في نفس العام.
التقى Maar مع بيكاسو في عام 1936 في Cafe des Deux Magots. أخبر الكاتب جان بول كريسبيل قصة اللقاء الأول "الشابات وجههن الخطير، اللواتي أضأن بعيون زرقاء شاحبة بدت كل شحوبها بسبب حاجبيها السميكين؛ وجه حساس غير مستقر، مع الضوء والظل المارة". وظلت ترتدي سكينًا صغيرة مدببة بين أصابعها في خشب الطاولة، وأحيانًا كانت تفتقد قطرة دم تظهر بين الورود المطرزة على قفازاتها السوداء... القفازات وقفلهم في العرض الذي احتفظ به لتذكاراته ".
تواصلها مع بيكاسو، الذي أساءها بدنيا وجعلها تحارب ماري تيريز والتر عن حبه، انتهت في عام 1943، على الرغم من أنها اجتمعت مرة أخرى بشكل عرضي حتى عام 1946. وهكذا، في 19 مارس 1944، لعبت دور فات أنغويش في القراءة، في منزل ميشيل ليريس، من أول مسرحية لبيكاسو، Desire Caught by the Tail ، بقيادة ألبرت كامو. في عام 1944، من خلال وسيط بول إيلوار، التقى دارا مع جاك جاك لاكان، الذي اعتنى بانهيارها العصبي بإدارتها الصدمات الكهربائية، التي كانت ممنوعة في ذلك الوقت. اشترى بيكاسو لها منزل في Ménerbes ، Vaucluse ، حيث تقاعدت وعاشت وحدها. التفتت إلى الدين الكاثوليكي، والتقى الرسام نيكولاس دي ستاول (الذي عاش في نفس القرية)، وتحولت إلى اللوحة المجردة.